# Olympische Sommerspiele 2016/Teilnehmer (Estland)
| Gelbes Symbol für Goldmedaillen mit stilisierten Olympischen Ringen | Graues Symbol für Silbermedaillen mit stilisierten Olympischen Ringen | Braundes Symbol für Bronzemedaillen mit stilisierten Olympischen Ringen |
| ------------------------------------------------------------------- | --------------------------------------------------------------------- | ----------------------------------------------------------------------- |
| —                                                                   | —                                                                     | 1                                                                       |

Estland nahm an den Olympischen Spielen 2016 in Rio de Janeiro teil. Es war die insgesamt zwölfte Teilnahme an Olympischen Sommerspielen. Vom Estnischen Olympiakomitee wurden 45 Athleten in dreizehn Sportarten nominiert.

## Teilnehmer nach Sportarten

### Badminton
| Athleten     | Wettbewerb | Gruppenphase                    | Gruppenphase                                | Gruppenphase | Gruppenphase | Achtelfinale  | Achtelfinale  | Viertelfinale | Viertelfinale | Halbfinale    | Halbfinale    | Finale        | Finale        | Rang          |
| Athleten     | Wettbewerb | Gegner                          | Ergebnis                                    | Punkte       | Rang         | Gegner        | Ergebnis      | Gegner        | Ergebnis      | Gegner        | Ergebnis      | Gegner        | Ergebnis      | Rang          |
| ------------ | ---------- | ------------------------------- | ------------------------------------------- | ------------ | ------------ | ------------- | ------------- | ------------- | ------------- | ------------- | ------------- | ------------- | ------------- | ------------- |
| Frauen       |            |                                 |                                             |              |              |               |               |               |               |               |               |               |               |               |
| Kati Tolmoff | Einzel     | Ratchanok Intanon Yip Pui Yin   | 0:2 (14:21, 13:21) 2:1 (5:21, 21:13, 21:19) | 74:95        | 2            | ausgeschieden | ausgeschieden | ausgeschieden | ausgeschieden | ausgeschieden | ausgeschieden | ausgeschieden | ausgeschieden | ausgeschieden |
| Männer       |            |                                 |                                             |              |              |               |               |               |               |               |               |               |               |               |
| Raul Must    | Einzel     | Jan Ø. Jørgensen Brice Leverdez | 0:2 (8:21, 15:21) 1:2 (18:21, 21:18, 12:21) | 74:102       | 3            | ausgeschieden | ausgeschieden | ausgeschieden | ausgeschieden | ausgeschieden | ausgeschieden | ausgeschieden | ausgeschieden | ausgeschieden |

### Bogenschießen
| Athleten       | Wettbewerb | Qualifikation | Qualifikation | 1. Runde             | 1. Runde    | 2. Runde      | 2. Runde      | Achtelfinale  | Achtelfinale  | Viertelfinale | Viertelfinale | Halbfinale    | Halbfinale    | Finale        | Finale        | Rang |
| Athleten       | Wettbewerb | Ringe         | Rang          | Gegner               | Ergebnis    | Gegner        | Ergebnis      | Gegner        | Ergebnis      | Gegner        | Ergebnis      | Gegner        | Ergebnis      | Gegner        | Ergebnis      | Rang |
| -------------- | ---------- | ------------- | ------------- | -------------------- | ----------- | ------------- | ------------- | ------------- | ------------- | ------------- | ------------- | ------------- | ------------- | ------------- | ------------- | ---- |
| Frauen         |            |               |               |                      |             |               |               |               |               |               |               |               |               |               |               |      |
| Laura Nurmsalu | Einzel     | 625           | 35            | Weronika Martschenko | 0:6 (66:78) | ausgeschieden | ausgeschieden | ausgeschieden | ausgeschieden | ausgeschieden | ausgeschieden | ausgeschieden | ausgeschieden | ausgeschieden | ausgeschieden | 33   |

### Fechten
| Athleten                                                 | Wettbewerb       | 1. Runde        | 1. Runde | 2. Runde             | 2. Runde | Achtelfinale  | Achtelfinale  | Viertelfinale | Viertelfinale | Halbfinale / Klassifikation | Halbfinale / Klassifikation | Finale / Platzierung | Finale / Platzierung | Rang          |
| Athleten                                                 | Wettbewerb       | Gegner          | Ergebnis | Gegner               | Ergebnis | Gegner        | Ergebnis      | Gegner        | Ergebnis      | Gegner                      | Ergebnis                    | Gegner               | Ergebnis             | Rang          |
| -------------------------------------------------------- | ---------------- | --------------- | -------- | -------------------- | -------- | ------------- | ------------- | ------------- | ------------- | --------------------------- | --------------------------- | -------------------- | -------------------- | ------------- |
| Frauen                                                   |                  |                 |          |                      |          |               |               |               |               |                             |                             |                      |                      |               |
| Julia Beljajeva                                          | Degen Einzel     | Freilos         | Freilos  | Emese Szász          | 11:15    | ausgeschieden | ausgeschieden | ausgeschieden | ausgeschieden | ausgeschieden               | ausgeschieden               | ausgeschieden        | ausgeschieden        | ausgeschieden |
| Irina Embrich                                            | Degen Einzel     | Freilos         | Freilos  | Ksenija Panteljejewa | 15:3     | Sun Yiwen     | 12:15         | ausgeschieden | ausgeschieden | ausgeschieden               | ausgeschieden               | ausgeschieden        | ausgeschieden        | ausgeschieden |
| Erika Kirpu                                              | Degen Einzel     | Freilos         | Freilos  | Katharine Holmes     | 5:4      | Sarra Besbes  | 11:15         | ausgeschieden | ausgeschieden | ausgeschieden               | ausgeschieden               | ausgeschieden        | ausgeschieden        | ausgeschieden |
| Julia Beljajeva Irina Embrich Erika Kirpu Kristina Kuusk | Degen Mannschaft | –               | –        | –                    | –        | Freilos       | Freilos       | Südkorea      | 27:26         | China                       | 36:45                       | Russland             | 31:37                | 4             |
| Männer                                                   |                  |                 |          |                      |          |               |               |               |               |                             |                             |                      |                      |               |
| Nikolai Novosjolov                                       | Degen Einzel     | Park Kyoung-doo | 12:10    | Francisco Limardo    | 15:12    | Géza Imre     | 9:15          | ausgeschieden | ausgeschieden | ausgeschieden               | ausgeschieden               | ausgeschieden        | ausgeschieden        | ausgeschieden |

### Gewichtheben
| Athleten  | Wettbewerb         | Reißen  | Reißen | Stoßen  | Stoßen | Zweikampf | Zweikampf | Rang |
| Athleten  | Wettbewerb         | Gewicht | Rang   | Gewicht | Rang   | Gewicht   | Rang      | Rang |
| --------- | ------------------ | ------- | ------ | ------- | ------ | --------- | --------- | ---- |
| Männer    |                    |         |        |         |        |           |           |      |
| Mart Seim | Klasse über 105 kg | 187 kg  | 13     | 243 kg  | 3      | 430 kg    | 7         | 7    |

### Judo
| Athleten         | Wettbewerb | 1. Runde | 1. Runde    | 2. Runde      | 2. Runde      | Viertelfinale | Viertelfinale | Halbfinale / Trostrunde | Halbfinale / Trostrunde | Finale / Platz 3 | Finale / Platz 3 | Rang |
| Athleten         | Wettbewerb | Gegner   | Ergebnis    | Gegner        | Ergebnis      | Gegner        | Ergebnis      | Gegner                  | Ergebnis                | Gegner           | Ergebnis         | Rang |
| ---------------- | ---------- | -------- | ----------- | ------------- | ------------- | ------------- | ------------- | ----------------------- | ----------------------- | ---------------- | ---------------- | ---- |
| Männer           |            |          |             |               |               |               |               |                         |                         |                  |                  |      |
| Grigori Minaškin | bis 100 kg | M. Rakow | 000s3:000s2 | ausgeschieden | ausgeschieden | ausgeschieden | ausgeschieden | ausgeschieden           | ausgeschieden           | ausgeschieden    | ausgeschieden    | 17   |

### Leichtathletik
Laufen und Gehen 
| Athleten            | Wettbewerb       | Runde 1     | Runde 1 | Halbfinale    | Halbfinale    | Finale        | Finale        | Rang |
| Athleten            | Wettbewerb       | Zeit        | Rang    | Zeit          | Rang          | Zeit          | Rang          | Rang |
| ------------------- | ---------------- | ----------- | ------- | ------------- | ------------- | ------------- | ------------- | ---- |
| Frauen              |                  |             |         |               |               |               |               |      |
| Leila Luik          | Marathon         | –           | –       | –             | –             | 2:54:38 h     | 114           | 114  |
| Liina Luik          | Marathon         | –           | –       | –             | –             | nicht beendet | nicht beendet | –    |
| Lily Luik           | Marathon         | –           | –       | –             | –             | 2:48:29 h     | 97            | 97   |
| Männer              |                  |             |         |               |               |               |               |      |
| Roman Fosti         | Marathon         | –           | –       | –             | –             | 2:19:26 h     | 61            | 61   |
| Tiidrek Nurme       | Marathon         | –           | –       | –             | –             | 2:20:01 h     | 63            | 63   |
| Jaak-Heinrich Jagor | 400 m Hürden     | 49,78 s     | 30      | ausgeschieden | ausgeschieden | ausgeschieden | ausgeschieden | 30   |
| Rasmus Mägi         | 400 m Hürden     | 48,55 s     | 4       | 48,64 s       | 7             | 48,40 s       | 6             | 6    |
| Kaur Kivistik       | 3000 m Hindernis | 8:44,25 min | 35      | –             | –             | ausgeschieden | ausgeschieden | 35   |

 Springen und Werfen 
| Athleten      | Wettbewerb | Qualifikation | Qualifikation | Finale        | Finale        | Rang |
| Athleten      | Wettbewerb | Weite/Höhe    | Rang          | Weite/Höhe    | Rang          | Rang |
| ------------- | ---------- | ------------- | ------------- | ------------- | ------------- | ---- |
| Frauen        |            |               |               |               |               |      |
| Ksenija Balta | Weitsprung | 6,71 m        | 4             | 6,79 m        | 6             | 6    |
| Liina Laasma  | Speerwurf  | 58,06 m       | 20            | ausgeschieden | ausgeschieden | 20   |
| Männer        |            |               |               |               |               |      |
| Gerd Kanter   | Diskuswurf | 64,02 m       | 5             | 65,10 m       | 5             | 5    |
| Martin Kupper | Diskuswurf | 62,92 m       | 10            | 66,58 m       | 4             | 4    |
| Magnus Kirt   | Speerwurf  | 79,33 m       | 23            | ausgeschieden | ausgeschieden | 23   |
| Tanel Laanmäe | Speerwurf  | 80,45 m       | 18            | ausgeschieden | ausgeschieden | 18   |
| Risto Mätas   | Speerwurf  | 79,40 m       | 22            | ausgeschieden | ausgeschieden | 22   |

 Mehrkampf 
| Athletinnen        | 100 m Hürden  | 100 m Hürden  | Hochsprung | Hochsprung | Kugelstoßen | Kugelstoßen | 200 m      | 200 m      | Weitsprung | Weitsprung | Speerwurf  | Speerwurf  | 800 m      | 800 m      | Punkte     | Rang |
| Athletinnen        | Zeit          | Punkte        | Höhe       | Punkte     | Weite       | Punkte      | Zeit       | Punkte     | Weite      | Punkte     | Weite      | Punkte     | Zeit       | Punkte     | Punkte     | Rang |
| ------------------ | ------------- | ------------- | ---------- | ---------- | ----------- | ----------- | ---------- | ---------- | ---------- | ---------- | ---------- | ---------- | ---------- | ---------- | ---------- | ---- |
| Siebenkampf Frauen |               |               |            |            |             |             |            |            |            |            |            |            |            |            |            |      |
| Grit Šadeiko       | nicht beendet | nicht beendet | aufgegeben | aufgegeben | aufgegeben  | aufgegeben  | aufgegeben | aufgegeben | aufgegeben | aufgegeben | aufgegeben | aufgegeben | aufgegeben | aufgegeben | aufgegeben | –    |

| Athleten           | 100 m    | 100 m | Weitsprung | Weitsprung | Kugelstoßen | Kugelstoßen | Hochsprung | Hochsprung | 400 m    | 400 m | 110 m Hürden | 110 m Hürden | Diskuswurf | Diskuswurf | Stabhochsprung | Stabhochsprung | Speerwurf | Speerwurf | 1500 m      | 1500 m | Punkte | Rang |
| Athleten           | Zeit (s) | Pkte. | Weite (m)  | Pkte.      | Weite (m)   | Pkte.       | Höhe (m)   | Pkte.      | Zeit (s) | Pkte. | Zeit (s)     | Pkte.        | Weite (m)  | Pkte.      | Höhe (m)       | Pkte.          | Weite (m) | Pkte.     | Zeit (min)  | Pkte.  | Punkte | Rang |
| ------------------ | -------- | ----- | ---------- | ---------- | ----------- | ----------- | ---------- | ---------- | -------- | ----- | ------------ | ------------ | ---------- | ---------- | -------------- | -------------- | --------- | --------- | ----------- | ------ | ------ | ---- |
| Zehnkampf Männer   |          |       |            |            |             |             |            |            |          |       |              |              |            |            |                |                |           |           |             |        |        |      |
| Karl Robert Saluri | 10,82 s  | 901   | 7,02 m     | 818        | 13,88 m     | 721         | 1,77 m     | 602        | 50,32 s  | 800   | 16,51 s      | 676          | 42,96 m    | 725        | 4,50 m         | 760            | 46,42 m   | 536       | 4:39,40 min | 684    | 7223   | 23   |
| Maicel Uibo        | 11,16 s  | 825   | 7,14 m     | 847        | ohne Weite  | ohne Weite  | 2,13 m     | 925        | 51,08 s  | 764   | 14,84 s      | 869          | 37,69 m    | 618        | 5,10 m         | 941            | 60,52 m   | 746       | 4:47,49 min | 634    | 7170   | 24   |

### Radsport

#### Straße
| Athleten      | Wettbewerb    | Zeit          | Rang          |
| ------------- | ------------- | ------------- | ------------- |
| Männer        |               |               |               |
| Tanel Kangert | Straßenrennen | 6:11:52 h     | 9             |
| Rein Taaramäe | Straßenrennen | nicht beendet | nicht beendet |

### Ringen
| Freistil Frauen                  |                   |                 |     |               |               |               |               |               |               |               |               |                 |               |               |               |               |               |               |
| Epp Mäe                          | Klasse bis 75 kg  | Zhang Fengliu   | 4:6 | ausgeschieden | ausgeschieden | ausgeschieden | ausgeschieden | ausgeschieden | ausgeschieden | ausgeschieden | ausgeschieden | ausgeschieden   | ausgeschieden | ausgeschieden | ausgeschieden | ausgeschieden | ausgeschieden | ausgeschieden |
| griechisch-römischer Stil Männer |                   |                 |     |               |               |               |               |               |               |               |               |                 |               |               |               |               |               |               |
| Ardo Arusaar                     | Klasse bis 98 kg  | Islam Magomedow | 0:6 | ausgeschieden | ausgeschieden | ausgeschieden | ausgeschieden | ausgeschieden | ausgeschieden | ausgeschieden | ausgeschieden | ausgeschieden   | ausgeschieden | ausgeschieden | ausgeschieden | ausgeschieden |               |               |
| Heiki Nabi                       | Klasse bis 130 kg | Mijaín López    | 0:3 | –             | –             | –             | –             | Freilos       | Freilos       | Johan Eurén   | 3:0           | Sergei Semjonow | 0:6           | –             | –             | 5             |               |               |

### Rudern
| Athleten                                              | Wettbewerb   | Vorlauf     | Vorlauf | Vorlauf       | Hoffnungslauf | Hoffnungslauf | Hoffnungslauf | Finale      | Finale | Rang   |
| Athleten                                              | Wettbewerb   | Zeit        | Platz   | Qualifikation | Zeit          | Platz         | Qualifikation | Zeit        | Platz  | Rang   |
| ----------------------------------------------------- | ------------ | ----------- | ------- | ------------- | ------------- | ------------- | ------------- | ----------- | ------ | ------ |
| Männer                                                |              |             |         |               |               |               |               |             |        |        |
| Tõnu Endrekson Andrei Jämsä Allar Raja Kaspar Taimsoo | Doppelvierer | 5:51,71 min | 1       | Finale        | –             | –             | –             | 6:10,65 min | 3      | Bronze |

### Schwimmen
| Athleten        | Wettbewerb  | Vorlauf     | Vorlauf | Halbfinale    | Halbfinale    | Finale        | Finale        | Rang |
| Athleten        | Wettbewerb  | Zeit        | Rang    | Zeit          | Rang          | Zeit          | Rang          | Rang |
| --------------- | ----------- | ----------- | ------- | ------------- | ------------- | ------------- | ------------- | ---- |
| Frauen          |             |             |         |               |               |               |               |      |
| Maria Romanjuk  | 100 m Brust | 1:09,49 min | 31      | ausgeschieden | ausgeschieden | ausgeschieden | ausgeschieden | 31   |
| Männer          |             |             |         |               |               |               |               |      |
| Martin Allikvee | 200 m Brust | 2:13,66 min | 33      | ausgeschieden | ausgeschieden | ausgeschieden | ausgeschieden | 33   |

### Schießen
| Athleten     | Wettbewerb                   | Qualifikation   | Qualifikation | Finale          | Finale        | Ringe/ Scheiben | Rang |
| Athleten     | Wettbewerb                   | Ringe/ Scheiben | Rang          | Ringe/ Scheiben | Rang          | Ringe/ Scheiben | Rang |
| ------------ | ---------------------------- | --------------- | ------------- | --------------- | ------------- | --------------- | ---- |
| Männer       |                              |                 |               |                 |               |                 |      |
| Peeter Olesk | Schnellfeuerpistole 25 Meter | 553             | 25            | ausgeschieden   | ausgeschieden | 553             | 25   |

### Segeln
Fleet Race
| Athleten                        | Wettbewerb      | Qualifikation | Qualifikation | Medal Race    | Medal Race    | Punkte | Rang |
| Athleten                        | Wettbewerb      | Punkte        | Rang          | Punkte        | Rang          | Punkte | Rang |
| ------------------------------- | --------------- | ------------- | ------------- | ------------- | ------------- | ------ | ---- |
| Frauen                          |                 |               |               |               |               |        |      |
| Ingrid Puusta                   | Windsurfen RS:X | 133           | 11            | ausgeschieden | ausgeschieden | 133    | 11   |
| Anna Maria Sepp Kätlin Tammiste | 49er FX         | 194           | 19            | ausgeschieden | ausgeschieden | 194    | 19   |
| Männer                          |                 |               |               |               |               |        |      |
| Karl-Martin Rammo               | Laser           | 169           | 21            | ausgeschieden | ausgeschieden | 169    | 21   |
| Deniss Karpak                   | Finn            | 126           | 20            | ausgeschieden | ausgeschieden | 126    | 20   |

### Triathlon
| Athleten      | Wettbewerb | Zeit      | Rang |
| ------------- | ---------- | --------- | ---- |
| Frauen        |            |           |      |
| Kaidi Kivioja | Einzel     | 2:05:42 h | 44   |